# Valea Timișului
Valea Timișului – wieś w Rumunii, w okręgu Caraș-Severin, w gminie Buchin. W 2011 roku liczyła 528 mieszkańców. 